# Dimerodontium
Dimerodontium là một chi rêu trong họ Fabroniaceae.